# Мэлоун, Джо
Морис Джозеф «Джо» Мэлоун (англ. Maurice Joseph "Joe" Malone; 28 февраля 1890, Сийери — 15 мая 1969, Монреаль, Квебек) — канадский хоккеист, играл на позиции центрального нападающего в Национальной хоккейной ассоциации и Национальной хоккейной лиге за «Квебек Булдогз», «Монреаль Канадиенс» и «Гамильтон Тайгерз» с 1910 по 1924 годы.
Известен своей результативностью и «чистой» игрой, был лидером НХЛ по голам и очкам в 1918 и 1920 годах. Единственный игрок в истории НХЛ, забивший семь голов в одной игре (31 января 1920 года в матче против «Торонто Сент-Патрикс»), и единственный, кто пять раз забрасывал 5 и более шайб в одной игре. Трёхкратный обладатель Кубка Стэнли (1912, 1913 и 1924 годы). Избран в Зал хоккейной славы в 1950 году.

## Игровая карьера

### 1908—1917

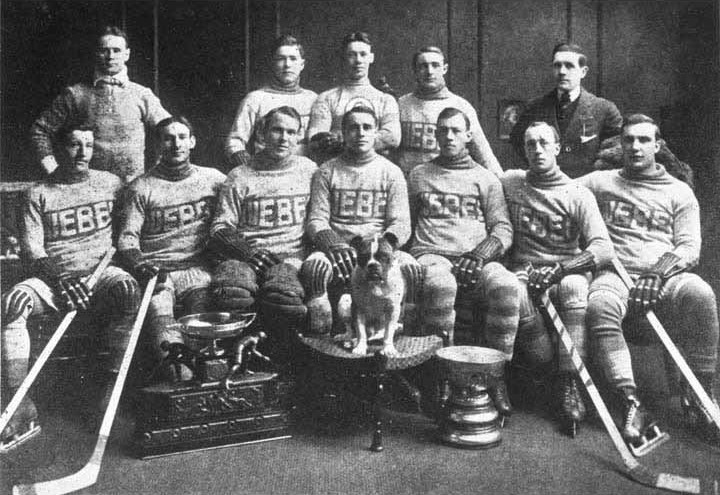
Мэлоун (в первом ряду, в центре) в составе «Квебек Булдогз» с Кубком Стэнли 1913 года

В сезоне 1909 года 19-летний Мэлоун начал выступать в Восточной Канадской хоккейной ассоциации (ECAHA) за команду «Квебек Булдогз», забив 8 голов в 12 играх. В следующем сезоне сформировалась Национальная хоккейная ассоциация (НХА), но «Квебек» не попал туда, поэтому Джо отыграл этот сезон за «Уотерлу Колтс» в Профессиональной хоккейной лиге Онтарио (OPHL). Вернувшись в «Квебек» в 1911 году, он был назначен капитаном команды и провёл в «Булдогз» семь сезонов в НХА. Играя в центре тройки с Эдди Оутманом и Джеком Марксом, он привёл «Булдогз» к Кубкам Стэнли в 1912 и 1913 годах (забив 9 голов в финале 1913 года против «Сидней Миллионэрис» и 43 гола в 20 играх за весь сезон). Его брат Джефф Мэлоун также играл за «Квебек» в 1913 году, когда они выиграли Кубок Стэнли. В сезоне 1916/17 забил 41 гол в 19 играх, разделив звание лучшего бомбардира лиги с Фрэнком Найбором из «Оттава Сенаторз». Мэлоун лидировал по результативности до последней игры сезона, в которой «Квебек» как раз играл против «Оттавы». Два игрока «Сенаторз» держали Мэлоуна всю игру, а Найбор смог забить 5 голов и догнать Мэлоуна.

### 1917—1924
Когда в 1917 году была основана Национальная хоккейная лига (НХЛ), «Квебек» из-за финансовых проблем взял годичный перерыв для вступления в лигу, и игроки команды были рассредоточены по другим командам. Мэлоун был заявлен «Монреаль Канадиенс». Играя в одной из самых мощных линий атаки всех времён вместе с Ньюси Лалондом и Дидье Питром, Мэлоун переместился на левый фланг, так как в центре играл Лалонд, и стал лучшим в сезоне по результативности, забив 44 гола в 20 играх, что является рекордным результатом, до 1945 года это было рекордным показателем голов в сезоне НХЛ и рекордным средним показателем за игру, который сохраняется и по сей день (если бы такое среднее значение сохранялось в сегодняшнем расписании из 82 игр, это привело бы к 180 голам, что почти вдвое больше, чем у Уэйна Гретцки — 92). Мэлоун забивал как минимум один гол (в общей сложности 35 голов) в своих первых 14 играх в НХЛ, установив рекорд по самой продолжительной голевой серии в НХЛ. Эта серия по-прежнему остаётся второй по продолжительности в истории НХЛ.
В следующем сезоне Мэлоун получил травму руки и пропустил большую часть регулярного сезона, хотя он забил пять голов в пяти играх финальной серии лиги против «Оттава Сенаторз», давняя травма не позволила ему попасть в финал Кубка Стэнли против «Сиэтл Метрополитенс», который был отменён после пяти игр из-за пандемии испанского гриппа.
«Квебек» возродил свою франшизу в 1919 году, и Мэлоун вернулся в клуб, снова став лучшим бомбардиром лиги с 39 голами и установив рекорд забитых голов за одну игру, который до сих пор не побит, отметившись в матче против «Торонто Сент-Патрикс» 31 января 1920 года 7 раз. Однако остальная команда была очень слаба, выиграв всего 4 матча из 24, а у вратаря был коэффициент надёжности до сих пор являющийся самым худшим в НХЛ (7,13).
Команда была переведена в Гамильтон (Онтарио) на сезон 1920/21 под названием «Гамильтон Тайгерз». Несмотря на то, что он пропустил первые четыре игры сезона, а также продолжающуюся низкую производительность франшизы, Мэлоун финишировал четвёртым по результативности в лиге с 28 голами. Он также стал четвёртым в следующем сезоне.
После обмена Лалонда в 1923 году, «Канадиенс» выменяли Мэлоуна, но в том сезоне он забил только один гол, в основном играя на замену. В следующем сезоне он сыграл десять матчей, не набрав ни одного очка, а свою последнюю игру провёл 23 января 1924 года против своей бывшей команды «Гамильтон Тайгерз». «Канадиенс» не включил его имя на выигранный Кубок Стэнли 1924 года, потому что он не играл в плей-офф. Однако НХЛ считает, что он выиграл свой третий Кубок Стэнли в том сезоне.
Мэлоун завершил карьеру с 343 голами и 32 передачами за 15 профессиональных сезонов. Занимает третье место по количеству голов в карьере за первые полвека большого хоккея (после Ньюси Лалонда и Нелса Стюарта). Его 179 голов в НХА лучший результат за всю историю лиги, просуществовавшей с 1909 по 1917 годы.

## Наследие
Мэлоун был избран в Зал хоккейной славы в 1950 году, а также является членом Зала спортивной славы Канады. В 1998 году он занял 39-е место в списке 100 величайших хоккеистов по версии журнала The Hockey News. Список был объявлен через 74 года после его последней игры и через 91 год после его профессионального дебюта, что сделало его самым ранним из игроком в списке.
Он приходился троюродным братом Сарсфилду и Фостеру Мэлоунам, недолго игравшим в НХА. Его племянник Клифф Мэлоун тоже недолго играл в НХЛ.
Мэлоун умер от сердечного приступа 15 мая 1969 года в Монреале (Квебек).

## Статистика
| 1907/08              | Квебек Кресентс      | QAHA                 | —   | —   | —  | —   | —   | — | —  | — | —  | — |
| 1909                 | Квебек Булдогз       | ECHA                 | 12  | 8   | 0  | 8   | 17  | — | —  | — | —  | — |
| 1909/10              | Квебек Булдогз       | CHA                  | 2   | 5   | 0  | 5   | 3   | — | —  | — | —  | — |
| 1909/10              | Уотерлу Колтс        | OPHL                 | 10  | 0   | 10 | 16  | —   | — | —  | — | —  |   |
| 1910/11              | Квебек Булдогз       | НХА                  | 13  | 9   | 0  | 9   | 3   | — | —  | — | —  | — |
| 1911/12              | Квебек Булдогз       | НХА                  | 18  | 21  | 0  | 21  | 0   | — | —  | — | —  | — |
| 1911/12              | Квебек Булдогз       | КС                   | —   | —   | —  | —   | —   | 2 | 5  | 0 | 5  | 0 |
| 1912/13              | Квебек Булдогз       | НХА                  | 20  | 43  | 0  | 43  | 34  | — | —  | — | —  | — |
| 1912/13              | Квебек Булдогз       | КС                   | —   | —   | —  | —   | —   | 1 | 9  | 0 | 9  | 0 |
| 1913/14              | Квебек Булдогз       | НХА                  | 17  | 24  | 4  | 28  | 20  | — | —  | — | —  | — |
| 1914/15              | Квебек Булдогз       | НХА                  | 12  | 16  | 5  | 21  | 21  | — | —  | — | —  | — |
| 1915/16              | Квебек Булдогз       | НХА                  | 24  | 25  | 10 | 35  | 21  | — | —  | — | —  | — |
| 1916/17              | Квебек Булдогз       | НХА                  | 19  | 41  | 8  | 49  | 15  | — | —  | — | —  | — |
| 1917/18              | Монреаль Канадиенс   | НХЛ                  | 20  | 44  | 4  | 48  | 30  | 2 | 1  | 0 | 1  | 3 |
| 1918/19              | Монреаль Канадиенс   | НХЛ                  | 8   | 7   | 2  | 9   | 3   | 5 | 5  | 2 | 7  | 3 |
| 1919/20              | Квебек Булдогз       | НХЛ                  | 24  | 39  | 10 | 49  | 12  | — | —  | — | —  | — |
| 1920/21              | Гамильтон Тайгерз    | НХЛ                  | 20  | 28  | 9  | 37  | 6   | — | —  | — | —  | — |
| 1921/22              | Гамильтон Тайгерз    | НХЛ                  | 24  | 24  | 7  | 31  | 4   | — | —  | — | —  | — |
| 1922/23              | Монреаль Канадиенс   | НХЛ                  | 20  | 1   | 0  | 1   | 2   | 2 | 0  | 0 | 0  | 0 |
| 1923/24              | Монреаль Канадиенс   | НХЛ                  | 10  | 0   | 0  | 0   | 0   | — | —  | — | —  | — |
| Всего в НХА          | Всего в НХА          | Всего в НХА          | 123 | 179 | 27 | 206 | 114 | — | —  | — | —  | — |
| Всего в НХЛ          | Всего в НХЛ          | Всего в НХЛ          | 126 | 143 | 32 | 175 | 57  | 9 | 6  | 2 | 8  | 6 |
| Всего в Кубке Стэнли | Всего в Кубке Стэнли | Всего в Кубке Стэнли | —   | —   | —  | —   | —   | 3 | 14 | 0 | 14 | 0 |

## Достижения
- Избран в Зал хоккейной славы в 1950 году
- Лидер по результативности в НХЛ в 1918 и 1920 годах
- Трёхкратный обладатель Кубка Стэнли: «Квебек Булдогз» (1912 и 1913 годы), «Монреаль Канадиенс» (1924 год)

## Рекорды НХЛ
- Наибольшее количество голов в одной игре (7), 31 января 1920 года («Квебек Булдогз» — «Торонто Сент-Патрикс» 10:6)
- Наибольшее количество игр с 5 и более голами — 5
- Наивысшее среднее количество голов за игру: 2,20 за «Монреаль Канадиенс» в сезоне 1917/18 (44 гола в 20 играх)
- Самый быстрый в истории НХЛ, кто забил 100 голов — 62 игры
- Наибольшее количество матчей с тремя или более голами подряд — 3 (дважды в сезоне 1917/18), вместе с Майком Босси (сезон 1980/81)
- Самая длинная серия забитых голов подряд с начала карьеры — 14 игр (сезон 1917/18)

## Использованная литература
- Coleman, Charles L. (1964), The Trail of the Stanley Cup, Volume 1: 1893–1926 inc., Dubuque, Iowa: Kendall/Hunt Publishing, ISBN 0-8403-2941-5
- Diamond, Dan, ed. (2002), Total Hockey: The Official Encyclopedia of the National Hockey League, Second Edition, New York: Total Sports Publishing, ISBN 1-894963-16-4
- Dryden, Steve, ed. (1997), The Top 100 NHL Players of All Time, Toronto: McClelland & Stewart, ISBN 0-7710-4176-4
- Fitsell, J.W (1987), Hockey's Captains, Colonels & Kings, Erin, Ontario: The Boston Mills Press, ISBN 0-919-783-68-6
- McKinley, Michael (2009), Hockey: A People's History, Toronto: McClelland & Stewart, ISBN 978-0-7710-5771-7
- McKinley, Michael (2000), Putting a Roof on Winter: Hockey's Rise from Sport to Spectacle, Vancouver: Greystone Books, ISBN 1-55054-798-4